# Mô hình Drude

Các electron trong mô hình Drude (màu xanh lam) liên tục nảy giữa các ion tinh thể (màu đỏ) đứng yên.

Mô hình Drude về sự dẫn điện được đề xuất vào năm 1900  bởi Paul Drude để giải thích các tính chất vận chuyển của các electron trong vật liệu (đặc biệt là kim loại). Mô hình này là một ứng dụng của lý thuyết động học chất khí, giả định rằng chuyển động vi mô của các electron trong vật rắn có thể được biểu diễn theo cách cổ điển và ví như một chiếc máy bắn bi, với một biển các electron liên tục bị dội đi dội lại, với các ion dương tương đối bất động.
Hai hệ quả quan trọng nhất của mô hình Drude là phương trình chuyển động của điện tử,
{\displaystyle {\frac {d}{dt}}\langle \mathbf {p} (t)\rangle =q\left(\mathbf {E} +{\frac {\langle \mathbf {p} (t)\rangle \times \mathbf {B} }{m}}\right)-{\frac {\langle \mathbf {p} (t)\rangle }{\tau }},}
và mối quan hệ tuyến tính giữa mật độ dòng điện  J và điện trường E ,
{\displaystyle }{\displaystyle \mathbf {J} =\left({\frac {nq^{2}\tau }{m}}\right)\mathbf {E} .}
Trong đó t là thời điểm, ⟨p⟩ là động lượng trung bình mỗi electron và q, n, m và τ tương ứng là điện tích electron, mật độ, khối lượng, và thời gian chuyển động tự do trung bình giữa các va chạm ion (tức là, thời gian trung bình một electron đã đi từ lần va chạm trước đó). Biểu thức sau này đặc biệt quan trọng vì nó giải thích định luật Ohm, một trong những mối quan hệ phổ biến nhất trong điện từ học. 
Mô hình được mở rộng vào năm 1905 bởi Hendrik Antoon Lorentz (do đó mô hình còn được gọi là mô hình Drude-Lorentz) và là một mô hình cổ điển. Sau đó, nó đã được bổ sung cùng kết quả của lý thuyết lượng tử vào năm 1933 bởi Arnold Sommerfeld và Hans Bethe, dẫn đến mô hình Drude-Sommerfeld.

## Giả định
Mô hình Drude coi kim loại được hình thành từ một khối các ion tích điện dương do một số "electron tự do" bị tách ra. Chúng có thể được coi là đã được định vị khi các mức hóa trị của nguyên tử đến tương tác với các nguyên tử khác.
Mô hình Drude bỏ qua mọi tương tác xa giữa electron và ion hoặc giữa các electron. Sự tương tác duy nhất có thể có của một electron tự do với môi trường của nó là thông qua các va chạm tức thời. Thời gian trung bình giữa các va chạm kế tiếp của một electron là τ và bản chất của các đối tác va chạm với electron không quan trọng cho việc tính toán và kết luận.
Sau một lần va chạm, vận tốc của electron chỉ phụ thuộc vào sự phân bố nhiệt độ cục bộ và hoàn toàn độc lập với vận tốc của electron trước va chạm.

## Giải thích

### Với dòng điện một chiều
Phân tích đơn giản nhất của mô hình Drude giả định rằng điện trường E đều và không đổi, và tốc độ chuyển động nhiệt của các electron đủ lớn để chúng nhận động lượng dp sau mỗi va chạm, xảy ra trung bình trong τ giây.
Sau đó, một electron bị cô lập tại thời điểm t sẽ chuyển động trong thời gian τ kể từ sau lần va chạm trước của nó, và nó lại tích lũy thêm động lượng.
{\displaystyle }{\displaystyle \Delta \langle \mathbf {p} \rangle =q\mathbf {E} \tau .}
Trong lần va chạm cuối cùng của nó, electron này sẽ có khả năng bị bật về phía trước cũng như lùi lại, vì vậy mọi đóng góp trước đó cho động lượng của electron có thể bị bỏ qua, dẫn đến biểu thức
{\displaystyle }{\displaystyle \langle \mathbf {p} \rangle =q\mathbf {E} \tau .}
Thế vào hệ thức
{\displaystyle \langle \mathbf {p} \rangle =m\langle \mathbf {v} \rangle ,}
{\displaystyle \mathbf {J} =nq\langle \mathbf {v} \rangle ,}
dẫn đến định luật Ohm:
{\displaystyle }{\displaystyle \mathbf {J} =\left({\frac {nq^{2}\tau }{m}}\right)\mathbf {E} .}

### Phân tích sự biến thiên theo thời gian

Mật độ dòng điện trong điện trường AC.

Động lực học có thể mô tả bằng cách thêm một lực kéo hiệu dụng. Tại thời điểm t = t0 + dt, động lượng trung bình của electron là
{\displaystyle \langle \mathbf {p} (t_{0}+dt)\rangle =\left(1-{\frac {dt}{\tau }}\right)\left(\langle \mathbf {p} (t_{0})\rangle +q\mathbf {E} dt\right),}
Với một chút biến đổi đại số và bỏ các số hạng của dt2, dẫn đến phương trình vi phân
{\displaystyle {\frac {d}{dt}}\langle \mathbf {p} (t)\rangle =q\mathbf {E} -{\frac {\langle \mathbf {p} (t)\rangle }{\tau }},}
với ⟨p⟩ là động lượng trung bình và q điện tích của electron. Đây là một phương trình vi phân không đồng nhất, có nghiệm
{\displaystyle \langle \mathbf {p} (t)\rangle =q\tau \mathbf {E} (1-e^{-t/\tau })+\langle \mathbf {p(0)} \rangle e^{-t/\tau }}
Nghiệm trong trạng thái ổn định , d ⟨p⟩/dt = 0
{\displaystyle }{\displaystyle \langle \mathbf {p} \rangle =q\tau \mathbf {E} .}
Như trên, động lượng trung bình có thể liên quan đến vận tốc trung bình và có thể liên quan đến mật độ dòng điện
{\displaystyle \langle \mathbf {p} \rangle =m\langle \mathbf {v} \rangle ,}
{\displaystyle \mathbf {J} =nq\langle \mathbf {v} \rangle ,}
cho thấy các vật liệu thỏa mãn định luật Ohm
{\displaystyle \mathbf {J} =\sigma _{0}\mathbf {E} }
với độ dẫn điện DC σ0 : 
{\displaystyle \sigma _{0}={\frac {nq^{2}\tau }{m}}}

### Với dòng điện xoay chiều

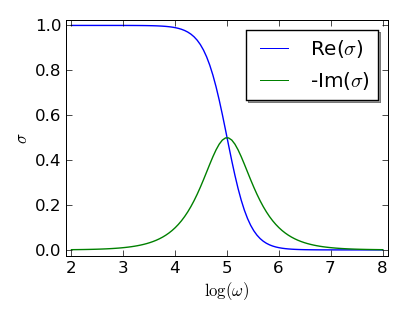
Độ dẫn điện đối với các tần số khác nhau giả sử τ = 10^{−5} và σ_{0} = 1

Mô hình Drude cũng có thể dự đoán dòng điện chịu ảnh hưởng bởi một điện trường phụ thuộc thời gian với một tần số góc  ω. Độ dẫn điện là
{\displaystyle }{\displaystyle \sigma (\omega )={\frac {\sigma _{0}}{1+i\omega \tau }}={\frac {\sigma _{0}}{1+\omega ^{2}\tau ^{2}}}-i\omega \tau {\frac {\sigma _{0}}{1+\omega ^{2}\tau ^{2}}}.}
Ở đây người ta giả định
{\displaystyle }{\displaystyle E(t)=\Re \left(E_{0}e^{i\omega t}\right);}
{\displaystyle J(t)=\Re \left(\sigma (\omega )E_{0}e^{i\omega t}\right).}
Lưu ý, trong các quy ước khác, được sử dụng bởi các kỹ sư, i được thay thế bằng −i (hoặc −j ) trong tất cả các phương trình, phản ánh độ lệch pha so với gốc. Phần ảo chỉ ra rằng dòng dòng điện có sau điện trường, vì các electron cần khoảng một thời gian τ để tăng tốc để đáp ứng lại sự thay đổi của điện trường. Ở đây mô hình Drude được áp dụng cho các điện tử; nó có thể áp dụng cho cả electron và lỗ trống; tức là các hạt mang điện tích dương trong chất bán dẫn. Các đường σ(ω) được thể hiện trong đồ thị.
Nếu một điện trường hình sin dao động với tần số  {\displaystyle \omega } được áp dụng cho vật rắn, các electron tích điện âm hoạt động như một plasma có xu hướng di chuyển một khoảng x cách xa mặt tích điện dương. Kết quả là, mẫu vật bị phân cực và sẽ có một số điện tích dư thừa ở các bề mặt đối diện của mẫu. Hằng số điện môi của mẫu vật được biểu thị bằng
{\displaystyle \epsilon ={\frac {D}{\epsilon _{0}E}}=1+{\frac {P}{\epsilon _{0}E}}} {\displaystyle \epsilon ={\frac {D}{\epsilon _{0}E}}=1+{\frac {P}{\epsilon _{0}E}}}
{\displaystyle D}  là độ điện dịch và  {\displaystyle P} là mật độ phân cực. Mật độ phân cực được viết thành
{\displaystyle P(t)=\Re \left(P_{0}e^{i\omega t}\right)} {\displaystyle P(t)=\Re \left(P_{0}e^{i\omega t}\right)}
và mật độ phân cực với mật độ điện tử n là
{\displaystyle P=-nex}
Sau một chút biến đổi đại số, mối quan hệ giữa mật độ phân cực và điện trường có thể được biểu thị bằng
{\displaystyle P=-{\frac {ne^{2}}{m\omega ^{2}}}E}
Hàm điện môi phụ thuộc tần số của vật rắn là
{\displaystyle \epsilon (\omega )=1-{\frac {ne^{2}}{\epsilon _{0}m\omega ^{2}}}}
Ở tần số cộng hưởng  {\displaystyle \omega _{\rm {p}}}, được gọi là tần số plasma, hàm điện môi thay đổi từ âm sang dương và phần thực của hàm điện môi giảm xuống không.
```

  

    

      

        

          
ω

          

            

              
p

            

          

        

        
=

        

          

            

              

                
n

                

                  
e

                  

                    
2

                  

                

              

              

                

                  
ϵ

                  

                    
0

                  

                

                
m

              

            

          

        

      

    

    
{\displaystyle \omega _{\rm {p}}={\sqrt {\frac {ne^{2}}{\epsilon _{0}m}}}}

  

```

Tần số plasma đại diện cho một cộng hưởng dao động plasma hoặc plasmon. Tần số plasma có thể được sử dụng như một thước đo trực tiếp của căn bậc hai mật độ của các electron hóa trị trong chất rắn. Các giá trị quan sát phù hợp với dự đoán lý thuyết đối với một số lượng lớn các vật liệu. Dưới tần số plasma, hàm điện môi là âm và trường không thể xuyên qua mẫu. Ánh sáng có tần số góc dưới tần số plasma sẽ bị phản xạ hoàn toàn.

### Trong vật liệu thực
Trong một kim loại thông thường (ví dụ natri, bạc hoặc vàng ở nhiệt độ phòng) không tìm thấy tính chất như vậy, vì tần số đặc trưng τ−1 nằm trong dải tần hồng ngoại, trong đó các tính chất khác không được xem xét trong Mô hình Drude (như cấu trúc band). Nhưng đối với một số vật liệu khác có tính chất kim loại, độ dẫn phụ thuộc vào tần số gần với dự đoán của Drude cho σ(ω). Đây là những vật liệu  tần số đặc trưng  τ−1 ở tần số thấp hơn nhiều. Đây là trường hợp của một số tinh thể bán dẫn pha tạp nhất định, khí điện tử hai chiều có độ linh động cao, và kim loại fermion nặng.

## Độ chính xác của mô hình
Trong lịch sử, công thức Drude lần đầu tiên xuất phát bằng cách giả sử rằng các hạt mang điện tạo thành một loại khí lý tưởng cổ điển. Arnold Sommerfeld đã xem xét lý thuyết lượng tử và mở rộng lý thuyết này sang mô hình electron tự do, tuân theo phân bố Fermi-Dirac. Thật ngạc nhiên, độ dẫn điện được dự đoán hóa ra giống như trong mô hình Drude, vì nó không phụ thuộc vào hình thức phân bố tốc độ điện tử.
Mô hình Drude cung cấp một lời chính đáng về độ dẫn điện DC và AC trong kim loại, hiệu ứng Hall và từ trở  trong kim loại gần nhiệt độ phòng. Mô hình này cũng giải thích một phần định luật Wiedemann-Franz năm 1853. Tuy nhiên, nó đánh giá quá cao nhiệt dung điện tử của kim loại. Trong thực tế, kim loại và chất cách điện có cùng công suất nhiệt ở nhiệt độ phòng. Mô hình cũng có thể được áp dụng cho các hạt mang điện tích dương (lỗ trống).
Một lưu ý trong bài báo gốc của mình, Drude đã mắc một lỗi, ước tính số Lorenz của định luật Wiedemann-Franz trên thực tế là gấp đôi so với những gì nó có theo cách đo lường thực nghiệm cổ điển. Một điều ngạc nhiên khác là giá trị thực nghiệm cho nhiệt dung riêng nhỏ hơn khoảng 100 lần so với dự đoán cổ điển nhưng yếu tố triệt tiêu với tốc độ điện tử trung bình thực sự lớn hơn khoảng 100 lần so với tính toán của Drude.